# 伊東絵実
伊東 絵実（いとう えみ、1975年9月8日 - ）は女性声優。愛知県出身。旧名：伊藤 栄味子（いとう えみこ）。

## 経歴
1999年〜2000年にかけて、「KiraKira☆メロディ学園」第1期生として活動していた。
2000年9月30日までミューラス所属、その後はぷろだくしょんバオバブに所属していた。
なお、2001年以降の一時的な休業を経て芸名を変更、現在は映像業界（アニメ等）から別の世界に舞台を移してフリーランスで活動している。

## 出演作品

### テレビアニメ
- 妖しのセレス（女子生徒）
- セラフィムコール（楠初摘）
- タイムボカン2000 怪盗きらめきマン（トッタルフグロー[2]、おでかけフクブクロ）
- トラブルチョコレート
- 魔装機神サイバスター（春風レオナ、看護婦）

### OVA
- 思春期美少女合体ロボ ジーマイン（花川戸さつき）

### ゲーム
- サモンナイト（ラミ）

### アニメCD
- Seraphim Call #4 飛翔する天使（楠初摘）
- Seraphim Call #12 セラフィムたちの聖夜（楠初摘）
- Seraphim Call Themesong Collection ～coupling3（楠初摘）
- KiraKira☆メロディ学園 ドラマCD2